# Annie Kunz
Annie Kunz (* 16. Februar 1993 in Wheat Ridge, Colorado, USA) ist eine US-amerikanische Leichtathletin, die bei Mehrkämpfen antritt.

## Berufsleben
Kunz machte 2011 ihren Abschluss an der Wheat Ridge High School und 2016 an der Texas A&M (TAMU) in College Station. Sie studierte allgemeine Studien mit Hauptfach Allgemeinbildung.
Seit 2013 arbeitete sie für TexAgs, eine von der TAMU unabhängige Fan-Webseite des Universitätssports.

## Sportliche Laufbahn
An der Texas A&M war Kunz bei den Aggies, dem Sportteam der TAMU, aktiv. Sie spielte dort seit 2011 Fußball, war auch Jugendfußballtrainerin, betrieb nebenbei Leichtathletik und konzentrierte sich schließlich ab 2015 komplett auf die Leichtathletik, im Besonderen auf den Mehrkampf.
2016 verbesserte sie den Hochschulrekord im Siebenkampf auf 6.033 Punkte.
2018 verpasste Kunz mit 5.881 Punkten bei den US-Meisterschaften das Podium und kam auf den 4. Platz.
2019 erreichte sie mit persönlicher Bestleistung von 6.098 Punkten beim Mehrkampf-Meeting in Götzis den 12. Platz. Bei den US-Meisterschaften im Drake Stadium von Des Moines verpasste Kunz trotz einer Steigerung auf 6.153 Punkte erneut das Podium und kam wieder auf den 4. Platz. Mit der Silbermedaille im Siebenkampf schloss sie die Panamerikanischen Spiele ab und belegte mit 6.067 Punkten den 13. Platz bei den Weltmeisterschaften in Doha.
2020 siegte Kunz mit persönlicher Bestleistung von 4.610 Punkten im Fünfkampf bei den USATF Indoor Combined Events Championships (US-Hallenmehrkampfmeisterschaften) im Wesley A. Brown Field House in Annapolis (Maryland). Im weiteren Verlauf des Jahres wurden wegen der COVID-19-Pandemie keine internationalen Mehrkämpfe mehr veranstaltet.
2021 lag sie beim Mehrkampf-Meeting in Götzis nach dem ersten Tag in Führung, brach den Wettkampf aber nach drei Fehlversuchen beim Weitsprung ab. Souverän und mit persönlicher Bestleistung von 6.703 Punkten siegte Kunz bei den U.S. Olympic Trials, den Qualifikationswettkämpfen für die Olympischen Spiele in Tokio und zugleich US-Meisterschaften, im Hayward Field in Eugene (Oregon). In Tokio erreichte sie mit 6.420 Punkten den 6. Platz.

## Familie
Annie Kunz ist die Tochter von Terry und Nancy Kunz in Wheat Ridge, Colorado, und hat zwei Geschwister. Ihr Vater war Super-Bowl-Champion 1976 mit den Oakland Raiders.

## Bestleistungen
Halle
- Fünfkampf: 4.610 Punkte (Wesley A. Brown Field House, Annapolis (Maryland), 7. Februar 2020)

Freiluft
- Siebenkampf: 6.703 Punkte (Hayward Field, Eugene (Oregon), 28. Juni 2021)